# Bogomir Špiletič
Bogomir Špiletič, slovenski ekonomist in politik, * 1. november 1961 † 17. junij 2013.
Leta 1986 je diplomiral na Ekonomski fakulteti v Ljubljani. Širše znan je postal v 90. letih kot namestnik direktorice Službe družbenega knjigovodstva (SDK) Romane Logar.
Med letoma 1996 in 2000 je bil poslanec SDS. Med decembrom 2004 in 9. oktobrom 2005 je bil državni sekretar na Ministrstvu za finance Republike Slovenije, opravljal pa je tudi funkcijo sekretarja v Lekarniški zbornici Slovenije.